# فی لنفیر
فِـی لَـنفیر (انگلیسی: Fay Lanphier؛ ‏ ۱۲ دسامبر ۱۹۰۵ – ۲۱ ژوئن ۱۹۵۹) بازیگر،  مدل و ملکه زیبایی اهل آمریکا بود که در سال ۱۹۲۵ دوشیزه آمریکا به نمایندگی از کالیفرنیا شد.
از فیلم‌هایی که وی در آن نقش داشته‌است، می‌توان به فیل‌های پرنده اشاره کرد.